# 永代信用組合
永代信用組合（えいたいしんようくみあい）は、かつて存在した信用組合。通称はえいたいで、当時、東京都江東区を地盤とする東京都内信組第二位の大手信用組合だった。創業者以来6代続くオーナー企業であった。

## 破綻前の概要
経営破綻直前の2001年3月期における預金量2,794億円、貸出金は2,464億円。
店舗数26。
役員13人（うち常勤5人）、職員336人、組合員3万6694人。
本店所在地は現在「プラウド門前仲町」（東京都江東区門前仲町1丁目）となっている。

## 歴史
えいたいは1926年（大正15年）7月に、関東大震災後の復興と昭和初期の金融恐慌時の下町庶民救済のために設立された信用組合である。
1954年 （昭和29年）の全国信用協同組合連合会設立時には、組合長の山屋八万雄（当時）を初代理事長として出したほどの名門でもある（全国中小企業団体中央会副会長にも彼の名前がある）。この頃、俳人の黒田忠次郎が常務理事を務めていたこともある。
1982年 （昭和57年）、山屋八万雄の出身地、群馬県千代田町に町立山屋記念図書館を寄贈している。
1989年 （平成元年）の段階では、市民バンク設立に関わるなど、他の金融機関にはない起業支援型の融資制度を実現した経営姿勢も持ち合わせていた。

## 破綻処理
2002年1月に経営破綻し、東京東信用金庫と昭和信用金庫に事業譲渡された。

## 破綻した理由
えいたいは、バブル期に本体並びに関連会社・中央抵当信用を通じて行った、茂原観光開発の千葉・埴生CCゴルフ場（現ゴールデンクロスカントリークラブ）
への100億円を超える融資や都心ビル等への融資（五州地所株式会社）、さらに横井英樹に対する融資35億円が、バブル経済の崩壊などにより焦げ付いた。
中央抵当信用は1983年（昭和58年）に設立され、経営陣の親族が同信組からの出向者が役員を務めていた。
バブル崩壊前後の1990年代前半から、不良債権処理による特別損失で経営危機に陥った為、えいたいは1998年（平成10年）、同社が抱える10社分の延滞債権計約78億円を買い取ったが、融資先の一部が倒産するなどしたため、債権回収は困難になっていた。
そして関東財務局が2001年（平成13年）に実施した金融検査で、99億円の債務超過と判明。度々債務超過を解消するための自己資本充実策について報告を求めるも、具体的な回答が提出されなかった。
2002年（平成14年）1月12日、金融庁は預金保険法第74条に基づく破綻通告を行い、債務超過を理由に、えいたいを強制的に経営破綻させた。国が債務超過を理由に破綻させたのは、日債銀、関西興銀に続き、3例目である。
2003年（平成15年）2月13日、警視庁捜査二課は関連会社から回収の見込みがない債権計約78億円分を引き取ったとして、背任容疑で経営TOPだった元組合長ら4人を逮捕した。

## 沿革
- 1927年7月13日 有限責任深川区建築復興信用組合として設立。
- 1950年12月 永代信用組合に改名。
- 1998年12月 東興信用組合の事業譲受。
- 2002年1月12日 破綻日（金融庁による職権破綻） 。
- 2002年1月12日 金融実務家の山中廣志、弁護士の中島真介を金融整理管財人として選任。
- 2002年9月17日 解散日（総代会決議に代わる裁判所の許可）。